# トゥルガイ州

トゥルガイ州の地図

トゥルガイ州（ロシア語：Тургайская область）は、中央アジアに設置されたロシア帝国の州（オーブラスチ）の1つ。首都はクスタナイ。
州の領域は、現在のカザフスタン共和国のコスタナイ州、アクトベ州に相当し、トゥルガイ郡、イルギズ郡、クスタナイ郡、アクチュビンスク郡の4郡を管轄した。オレンブルク県、ウラリスク州、アクモリンスク州、シルダリヤ州に隣接した。
カザフ人の遊牧地であったトゥルガイ州の領域は、1820年代にロシア帝国の支配下に入り、1868年10月21日の勅令にて州政府が設置された。当初首都はオレンブルクとされたが、すぐにクスタナイに移転した。ロシア革命後の1920年に、トゥルガイ州はトゥルガイ県に再編されたが、同年9月にオレンブルク県に編入された。
1897年の統計では、州の民族構成はカザフ人91.31%、ロシア人7.78%、ウクライナ人1.02%とされる。
なお、同名の州が、カザフ・ソビエト社会主義共和国（1970年 - 1988年）、および、カザフスタン共和国（1990年 - 1997年）でも設置された。